# 12442 Beltramemass
12442 Beltramemass este un asteroid din centura principală de asteroizi.

## Descriere
12442 Beltramemass este un asteroid din centura principală de asteroizi. A fost descoperit pe 23 februarie 1996 la observatorul astronomic Santa Lucia din Stroncone. Asteroidul prezintă o orbită caracterizată de o semiaxă mare de 3,03 ua, o excentricitate de 0,14 și o înclinație de 10,3° în raport cu ecliptica.